# Кимун
Кимун (кит. трад. 祁門紅茶, упр. 祁门红茶, пиньинь Qímén hóng chá, палл. Цимэнь хун ча, то есть 'цимэньский красный чай') — китайский красный чай (по европейской классификации — чёрный чай) из уезда Цимэнь провинции Аньхой в Китае. Имеет легкий привкус вина, фруктов и сосны. Кимун — молодой сорт, был выведен в 1875 году и получил популярность в Англии. Содержит меньше кофеина чем, например, ассамский чай . В Китае Кимун употребляется без молока и сахара. Обширно используется в составе чайных купажей в Европе.
Собственные сорта чая, производившиеся в СССР, являются потомками китайского сорта «Кимун».

## Разновидности
- Кимун-маофэн или просто «маофэн», что означает «мохнатый кончик», он имеет более интересный вкус.
- Кимун-синья — ранний чай.
- Кимун-хаоюй содержит много кончиков (типсов) и считается лучшим Кимуном.
- Хубэй-кимун формально не является Кимуном, но очень схож с ним и происходит из соседней провинции Хубэй.